# Melanie: Una novela de zombis
Melanie: Una novela de zombis (título original The Girl with All the Gifts) es una novela de M.R. Carey, publicada en junio de 2014 por Orbit Books, basada en su cuento corto ganador del Edgar, Iphigenia In Aulis.  Se trata de un futuro distópico en que la mayoría de humanidad fue aniquilada por una infección fungal.

## Adaptación para película
No demasiado después de la publicación del libro, M.R. Carey anunció que el libro sería convertido en una película propia, y el título de la película diferirá del libro en aquel lo será bajo el apodo Ella Quién Trae Regalos.  El 23 de marzo de 2015, la selección de actores fue anunciada para la película: dónde Glenn Close  interpretará a Caroline Caldwell; Gemma Arterton hará de Helen Justineau; y Paddy Considine será el Sargento Parks. El soldado Kieran Gallagher será  interpretado por Fisayo Akinade. El director de televisión Colm McCarthy está anunciado para dirigir la película. Será su segunda película de largometraje. EL guion de la película ha sido adaptado por Mike Carey.
La filmación está puesta para empezar en mayo de 2015. La película esta actualmente planificada para ser lanzada el viernes 9 de septiembre de 2016.
La cinta tuvo un 84% y Certificado de Frescura de acuerdo al sitio de internet Tomatazos (Rotten Tomatoes en Latinoamérica).
. 